# Xylopia villosa
Xylopia villosa Chipp – gatunek rośliny z rodziny flaszowcowatych (Annonaceae Juss.). Występuje naturalnie w Gwinei, Sierra Leone, Liberii, Wybrzeżu Kości Słoniowej, Ghanie, południowej Nigerii, w Kamerunie oraz Gabonie. 

## Morfologia
PokrójZimozielone drzewo.
LiścieMają podłużnie lancetowaty kształt. Mierzą 6–13 cm długości oraz 2–4 szerokości. Nasada liścia jest tępa lub zaokrąglona. Wierzchołek jest ostry.
KwiatySą zebrane w pęczki. Rozwijają się w kątach pędów. Płatki są owłosione.

## Biologia i ekologia
Rośnie w lasach.